# Lewiner Bergland
Das Lewiner Bergland (polnisch Wzgórza Lewińskie, tschechisch Levínská vrchovina) ist ein kleiner Höhenzug der Mittelsudeten im Westen des Powiat Kłodzki (Kreis Glatz) in der Woiwodschaft Niederschlesien in Polen. Obwohl das Gebiet zum Glatzer Land gehört, liegt es außerhalb des Glatzer Kessels, dessen westlicher Abschluss vom Habelschwerdter Gebirge, dem Adlergebirge und dem Heuscheuergebirge gebildet wird. Namensgebend ist das Städtchen Lewin, weshalb das Gebiet bis 1945 als „Lewiner Ländchen“ bezeichnet wurde. Historisch gehörte das Gebiet zur „böhmischen Seite“ der Herrschaft Hummel.
Das Gebiet gehörte zunächst zu Böhmen und wurde 1477 in die Grafschaft Glatz eingegliedert. Nach dem Ersten Schlesischen Krieg 1742 und endgültig mit dem Hubertusburger Frieden 1763 gelangte es an Preußen. Als Folge des Zweiten Weltkriegs fiel es 1945 an Polen. 

## Beschreibung

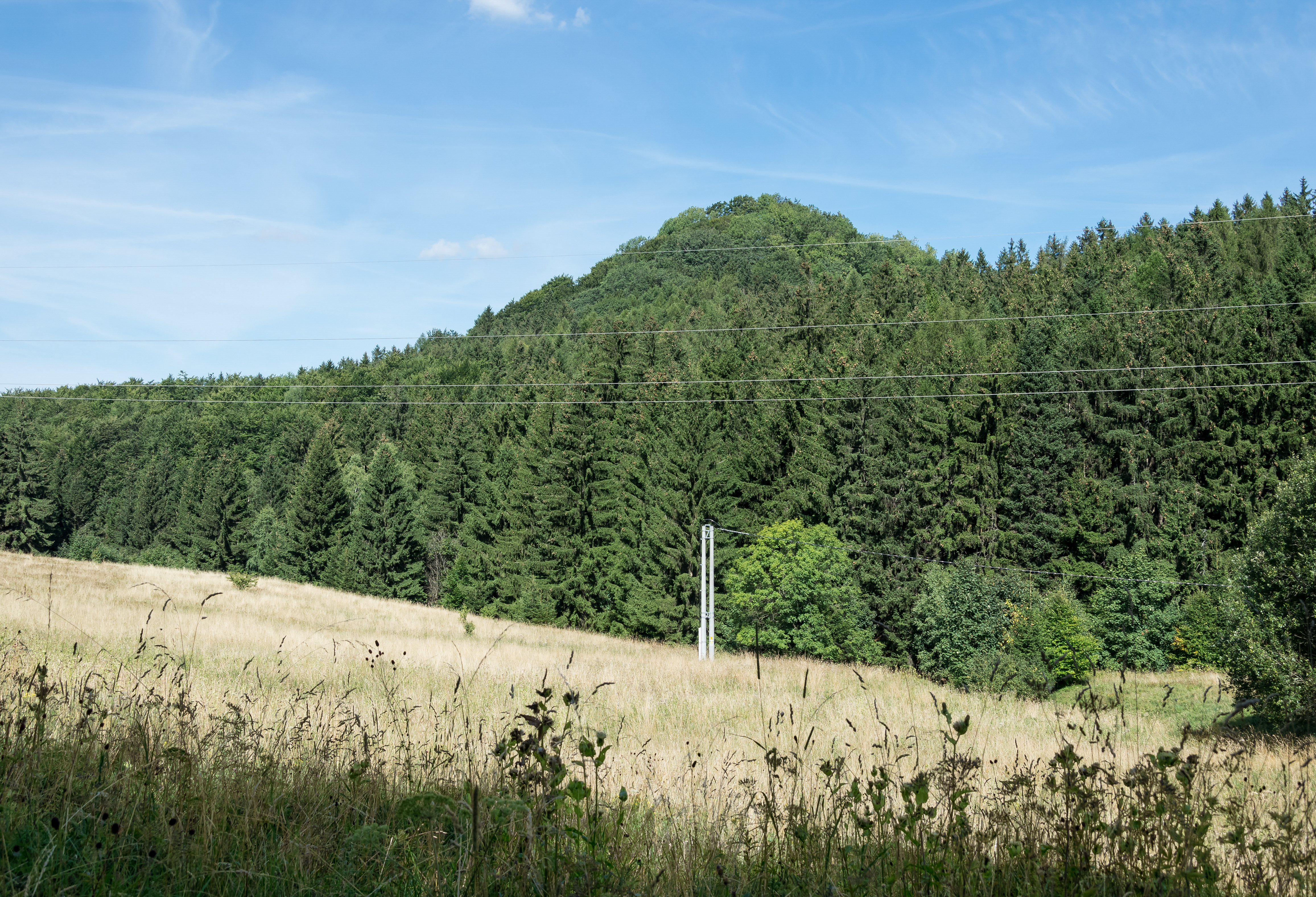
Hummelberg (Gomoła)

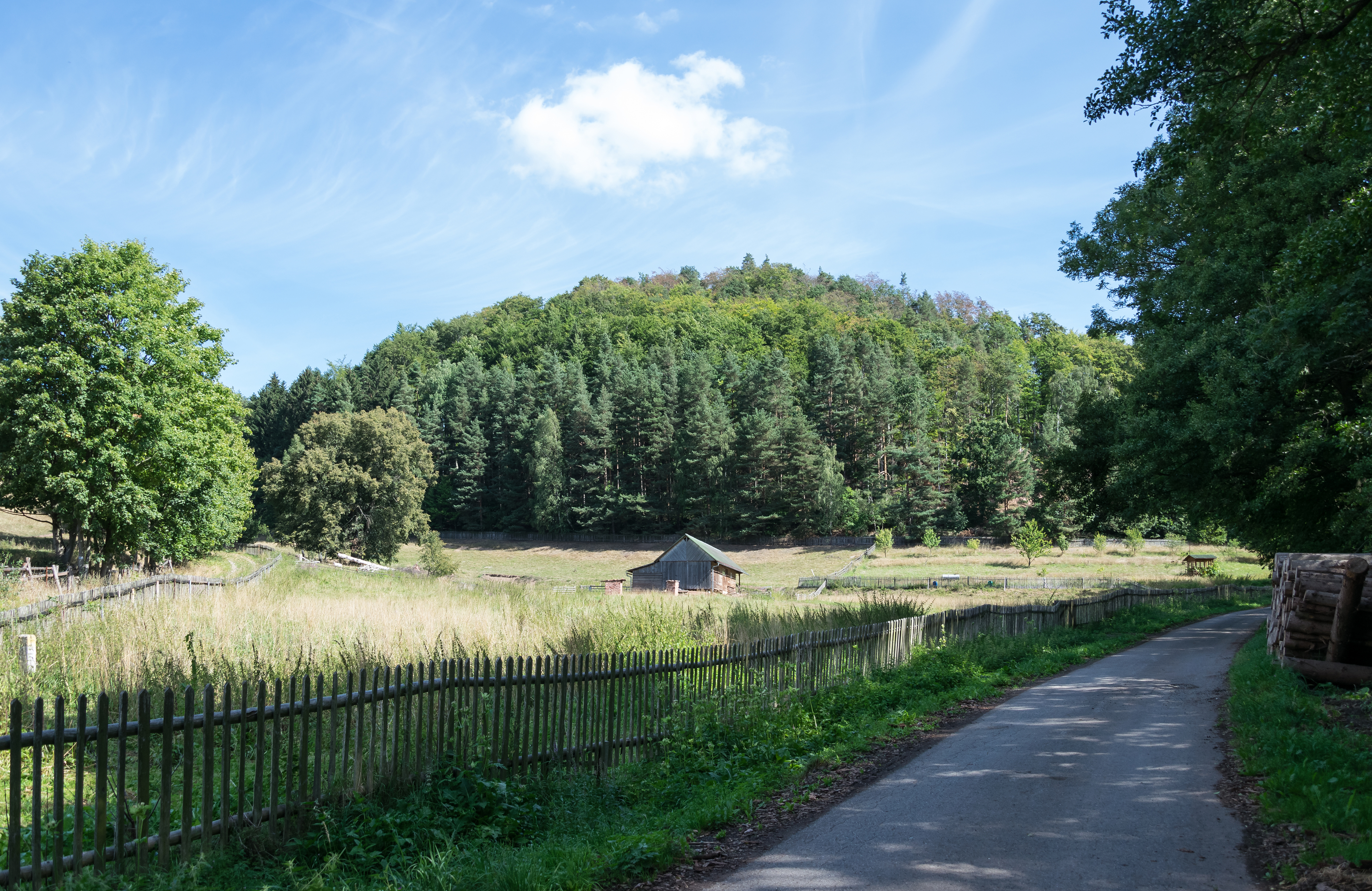
Sindermannsberg (Lewińska Czuba)

Das Lewiner Bergland, dessen Mittelpunkt das Städtchen Lewin ist, erstreckt sich auf ca. 40 km² zwischen dem Heuscheuergebirge im Norden und dem Adlergebirge im Süden. Als östliche Grenze gilt die Wasserscheide zwischen Nord- und Ostsee, die über die Gebirgskämme der drei genannten Gebirge verläuft. Der Glatzer Kessel wird über den 660 m hohen Hummelpass (Przelecz Polskie Wrota) bei Hummelwitz (Zielone Ludowe) erreicht, zu dessen Kataster die Ruine des Hummelschlosses gehört. Im Süden und Westen erreichen die Lewiner Berge die Staatsgrenze zwischen Polen und Tschechien. Der westliche Teil des Berglands hat bewaldete Hügel, deren höchste das Ratschengebirge mit dem Ratschenberg (Grodziec, 803 m) ist.
Im nördlichen Teil des Berglands liegen die Dörnikauer Berge (Darnkowskie Wzgórza) mit einem flachen Kamm, der steil zum Dörnikauer Tal abfällt. Sie liegen nördlich und nordwestlich des Tals des Tanzer Wassers (Dańczówka), das bei dem nicht mehr existierenden Łężno (Friedrichsberg) entspringt, durch Dańczów (Tanz) und Darnków (Dörnikau) fließt und in Jeleniów (Gellenau) von rechts in die Klikawa (Schnelle) mündet. Markanteste Gipfel der Dörnikauer Berge sind die Rabenkuppe (Krucza Kopa 723 m) und die Schwarze Kuppe (Czarna Kopa, 741 m). Weitere Berge sind der Liesken-Kamm (Smogulec) und der Hübelbusch (Młyński Kamień). 
Zwischen Dörnikau und Keilendorf befinden sich die Gipfel Cisowa Góra (723 m) und Mittelkoppe (Średnia Kopa, 746 m ü. M.).
Von Lewin aus nach Süden südlich von Krzischney (Krzyżanów) erstrecken sich die Tassauer Berge um Tassau (Taszów).

## Geologische Struktur
Die Hügel des Lewiner Berglands bestehen aus Granit aus der Kreidezeit und dem Paläozoikum, die von Schiefer umgeben ist.

## Hydrologie
Die Berge liegen westlich der Wasserscheide zwischen Ostsee und Nordsee. Die Westseite des Berglands entwässert in die Nordsee, während der restliche Teil zur Ostsee entwässert. Die Hauptflüsse sind die Schnelle (Klikawa, manchmal auch Bystra genannt), die über die Mettau (Metuje) und die Elbe in die Nordsee fließt, und die Reinerzer Weistritz (Bystrzyca Dusznicka), die Wasser aus dem nordöstlichen Teil sammelt und über die Glatzer Neiße in die Ostsee bringt.

## Landschaft und Bevölkerung
Trotz seiner geringen Fläche variiert die Landschaft im Lewiner Bergland erheblich. Die interessanteste Landschaft ist der nördliche Teil, wo auf üppigen Bergwiesen einzelne Bäume wachsen und zahlreiche Felsformationen in einer savannenähnlichen Landschaft stehen. Die Dörnikauer Berge sind charakterisiert durch steilwandige Schluchten, die die Berge durchschneiden.
Die Region entlang der tschechischen Grenze wurde früher auch als Böhmischer Winkel bezeichnet und war teils tschechischsprachig. Dafür haben möglicherweise auch die
geografischen und hydrogeografischen Gegebenheiten eine Rolle gespielt, da die westliche Seite der Lewiner Berge nach Böhmen offen ist, und war deshalb von dort leichter zugänglich. Die Grenze zwischen den als „deutsche“ und als „böhmische Seite“ bezeichneten Teilen der Herrschaft Hummel verlief entlang des Gebirgskamms der Lewiner Berge.
Das Gebiet, bis 1945–46 von Deutschen besiedelt, ist heute nur noch mäßig besiedelt.
Die polnischen Namen der Berge wurden 1949 politisch festgelegt, um die deutschen Namen zu verdrängen.